# Câmpulung
Câmpulung é uma cidade da Roménia, no judeţ (distrito) de Argeş com 31.767 habitantes (2011).
É conhecida por ser sido a primeira residência da Țara Românească (Valáquia). Basarab I, governante da Tara Românească, instalou-se aqui no século XIV.
O primeiro documento escrito em romeno (Carta de Neacșu) foi produzido nesta cidade.

## Património
- Mosteiro Negru Vodă (1215);
- Fortificação Romana Jidava (Castro Romano)